# Pesadilla (película de 1963)
Pesadilla es una película en blanco y negro de Argentina dirigida por Diego Santillán sobre su propio guion que se estrenó el 26 de septiembre de 1963 y que tuvo como protagonistas a Sabina Olmos, Pedro López Lagar, Guillermo Battaglia y Rodolfo Onetto. La película marcó el retorno al cine de Sabina Olmos (su esposo Charlo era el productor del filme) y de Pedro López Lagar (fue su última película).

## Sinopsis
Una mujer que cree haber visto un asesinato es acosada por el presunto criminal.

## Reparto
- Sabina Olmos …Paula Martín
- Pedro López Lagar …Dr. Serbatius
- Guillermo Battaglia …Dr. Guillermo Echagüe
- Rodolfo Onetto …Ricardo Malbrán
- Florén Delbene …Comisario
- Daniel de Alvarado …Daniel Martín
- Nora Cullen …Marta
- Oscar Valicelli …Enfermero
- Leda Zanda …Enfermera
- Pedro Venturini
- Armando de Vicente
- Julieta Ledi
- Hilda Arenas

## Comentarios
La Prensa dijo del filme:

”Todo está tan explicado y tan conversado de antemano que el único elemento que puede sostener este aparato –el misterio- no existe.”

Jorge Miguel Couselo dijo en su crónica en Correo de la Tarde:

”…un argumento policial sin nuevas variantes, desde el libro y situaciones, hasta las últimas consecuencias de la trama.”

Manrupe y Portela escriben que el filme es un:

”Policial anticuado para la época en que se filmó.”